# Cernoy-en-Berry
Cernoy-en-Berry – miejscowość i gmina we Francji, w Regionie Centralnym, w departamencie Loiret.
Według danych na rok 1990 gminę zamieszkiwało 380 osób, a gęstość zaludnienia wynosiła 13 osób/km² (wśród 1842 gmin Regionu Centralnego Cernoy-en-Berry plasuje się na 771. miejscu pod względem liczby ludności, natomiast pod względem powierzchni na miejscu 357.).